# روبرتو الكانتارا
روبرتو الكانتارا (بالإسبانية: Roberto Alcántara Rojas)‏ هو شخصية أعمال مكسيكي، ولد في 21 مارس 1951 في Acambay ‏ في المكسيك.